# 蓋茨縣 (北卡羅萊納州)
蓋茨县（英語：Gates County）是位於美國北卡羅萊納州東北部的一個縣，北鄰維吉尼亞州。面積895平方公里。根據美國2000年人口普查估計，共有人口10,516人。縣治蓋茨維爾 (Gatesville)。
成立於1788年4月14日。縣名紀念在薩拉托加之役任指揮官的霍雷肖·蓋茨。